# Giant Steps (Jazzstandard)
Giant Steps ist eine Komposition von John Coltrane in Liedform, die 1960 verlegt und zuerst als Titelstück von Coltranes gleichnamigem Album erschien. Der im Up tempo gespielte Song entwickelte sich zu einem Jazzstandard.

## Kennzeichen der Komposition
Das 32 Takte umfassende Thema ist in der Liedform AA verfasst. Es beginnt in H-Dur, wechselt aber bereits im zweiten Takt über einen D-Septakkord nach G und im dritten Takt über B7 nach Es-Dur. Die Melodie ist „nicht viel mehr als ein Nachvollzug der Akkordwechsel in Riesenschritten“ und durchläuft folglich bereits in den ersten drei Takten „drei tonale Zentren, die im [große] Terz-Verhältnis zueinander stehen.“ Auch die weitere Harmonik des Stücks bewegt sich für die nächsten fünf Takte „in solchen Terz-Fortschreitungen.“ Dann folgen acht Takte mit II-V-I-Fortschreitungen.
An der Aufeinanderfolge der Harmoniewechsel hatte Coltrane laut McCoy Tyner bereits während seines Aufenthaltes in Philadelphia 1957 gearbeitet. 1958 probte er das Stück bereits; Wayne Shorter zufolge war er immer wieder dabei, dessen „Changes“ zu üben.
Odean Pope zufolge zeigte sich in den Harmonien des Stücks der Einfluss des Pianisten Hasaan Ibn Ali, mit dem Coltrane in den frühen 1950er Jahren geübt hatte. In einem Interview von 2018 meinte Quincy Jones, dass das Werk auf Beispielen des 1947 erschienen Musiktheorie-Buches Thesaurus of Scales and Melodic Patterns des russischen klassischen Komponisten Nicolas Slonimsky basiere. Weiter sagte Jones, dass dieses Buch viele der damaligen Jazz-Musiker dazu inspirierte, in der Zwölftontechnik zu improvisieren.

## Erste Einspielungen von Coltrane
An der ersten Einspielung von Giant Steps am 26. März 1959 war Cedar Walton beteiligt; mit ihm hatte Coltrane das Stück geübt, doch durch die Rhythmusgruppe (Paul Chambers und Lex Humphries), die das Stück nicht zuvor geprobt hatte, gestaltete sich die Aufnahme am Ende schwieriger; zum Teil wurde das Stück auch etwas langsamer gespielt (260 Schläge/Minute). Dem Coltrane-Biographen Lewis Porter zufolge musste sich Walton sehr konzentrieren, um Coltrane hier überhaupt korrekt zu begleiten.
Am 5. Mai 1959 entstand mit dem Pianisten Tommy Flanagan, der nicht wusste, dass Walton bereits für frühere Aufnahmeversuche herangezogen worden war, sowie Paul Chambers und Art Taylor die Aufnahme, die als Titelstück für das entstehende Album ausgewählt wurde. Auch Flanagan fand es schwierig, ein gutes Solo zu spielen; auf einer der verworfenen Aufnahmen unterbrach er sich im Solo, auf einer anderen spielte er nur die Akkorde.

## Weitere Einspielungen
Aufgrund der raschen Fortschreitungen gilt Giant Steps als eines „der am schwersten zu spielenden Stücke der gesamten Jazzliteratur.“ Damit wird es „zu einer virtuosen, irrwitzigen Etüde im Changes-Spielen, die gerade deshalb zum Standard-Repertoire fast aller Nachwuchs-Saxofonisten gehört.“ Auch anerkannte Saxofon-Virtuosen wie Bob Mintzer, Bobby Watson, Paquito D’Rivera oder Jerry Bergonzi haben daher das Stück eingespielt. Archie Shepp und Max Roach haben auf ihrem Live-Album The Long March ebenfalls die Giant Steps angestimmt. Interpretationen von so unterschiedlichen Musikern wie Rahsaan Roland Kirk, Pat Metheny, Buddy Rich, Jaco Pastorius, Mike Stern, Lionel Hampton, McCoy Tyner, Kirk Nurock, Kenny Werner, Kenny Garrett, Woody Herman, Joe Pass, Gary Bartz, Taylor Eigsti oder dem Trio Globo (Howard Levy, Eugene Friesen, Glen Velez) verdeutlichen, dass das Stück eine hohe Anziehungskraft hat. Auch Arrangeure hat es gereizt, die Komposition in Ensemble-Strukturen umzusetzen – hier sind Maria Schneider, Tito Puente, das Lee Konitz Nonett ebenso zu nennen wie die Kölner Saxophon Mafia.
Der Song ist mehrfach betextet worden; Marie Volpee, Carmen McRae, Chaka Khan, Vanessa Rubin, Meredith D’Ambrosio und die New York Voices haben ihn eingesungen. Camille Bertault lieferte 2015 eine Vocalese-Darbietung von Coltranes Solo. Die Akkordfortschreitung hat Freddie Hubbard als harmonische Grundlage für seinen Song Dear John genutzt, den er dem Komponisten von Giant Steps widmete.